# Championnat d'Afrique masculin de basket-ball 2001
Navigation
Angola 1999 Égypte 2003
Le championnat d'Afrique de basket-ball 2001 est la vingt-et-unième édition du championnat d'Afrique des nations. Elle s'est déroulée du 4 au 12 août 2001 à Rabat et Casablanca au Maroc. L'Angola remporte son sixième titre et se qualifie en compagnie de l'Algérie pour le Championnat du monde de 2002.

## Classement final
| Position | Équipe         | Bilan |
| -------- | -------------- | ----- |
| 1        | Angola         | 6v-1d |
| 2        | Algérie        | 5v-2d |
| 3        | Égypte         | 5v-2d |
| 4        | Tunisie        | 4v-3d |
| 5        | Nigeria        | 5v-1d |
| 6        | Maroc          | 4v-2d |
| 7        | Sénégal        | 3v-3d |
| 8        | Côte d'Ivoire  | 2v-4d |
| 9        | Centrafrique   | 2v-4d |
| 10       | Mozambique     | 1v-5d |
| 11       | Mali           | 2v-4d |
| 12       | Afrique du Sud | 0v-6d |